# Astronauta (canção)
"Astronauta" é uma canção do rapper Gabriel o Pensador, que teve a participação de Lulu Santos, e foi lançada originalmente no álbum Nádegas a Declarar de 1999. A canção foi escrita por Gabriel e Lulu Santos. Essa foi a segunda participação de Lulu Santos em uma música de Gabriel o Pensador, tendo sido a primeira em "Cachimbo da Paz", onde participou sob o pseudônimo de Bollado. A música foi indicada para melhor música pop e para a escolha da audiência no MTV Video Music Brasil de 2000, mas não ganhou nenhuma das premiações.

## Créditos
A seguir estão listados os músicos e técnicos envolvidos na gravação e produção de "Astronauta?".
- Bateria: César Farias "Bodão"
- Baixo: André Rodrigues
- Guitarra: Gustavo Corsi
- Percussão: Armando Marçal
- Teclados: Alex de Souza
- Sax e back-vocal: PC
- Sitar: Lulu Santos
- Produção Lulu Santos e Alex de Souza
- Engenheiro de gravação e mixagem: Christian Eduardo
- Assistente de gravação e mixagem: Éber Marcos

## Indicações
| Ano  | Premiação              | Categoria            | Resultado | Ref.  |
| ---- | ---------------------- | -------------------- | --------- | ----- |
| 2000 | MTV Video Music Brasil | Escolha da Audiência | Indicado  | [ 4 ] |
| 2000 | MTV Video Music Brasil | Videoclipe de Pop    | Indicado  | [ 4 ] |